# Frederick Zhao
Frederick Zhao (27 agosto 2005) è un giocatore di badminton australiano.

## Palmarès
- Campionati oceaniani

Melbourne 2022: bronzo nel doppio maschile.